# Formosatettix brevicornus
Formosatettix brevicornus är en insektsart som beskrevs av Zheng, Z. 1992. Formosatettix brevicornus ingår i släktet Formosatettix och familjen torngräshoppor. Inga underarter finns listade i Catalogue of Life.